# 大宮前新田
大宮前新田（おおみやまえしんでん）は、かつて東京府東多摩郡に属していた村（自然村）。

## 由来
当地はもともと、江戸幕府御用達の茅刈場（武蔵野御札茅場千町野の一部）で、茅の刈り取りが禁止されていた。明暦3年（1657年）の明暦の大火後、市街地の茅葺屋根が禁止され、茅刈場の必要がなくなり、当時、玉川上水が引かれたこともあり、新しく農地を開発し、この農地が大宮前新田という村になった。
大宮前新田は、武蔵国豊島郡関村（現在の練馬区関）の名主で、武蔵野御札茅場千町野の野銭を徴収し代官に納める野守であった井口八郎右衛門が1658年（万治元年）ごろ、五日市街道沿いの開墾の成功を祈願して建てた春日神社に由来する。
井口八郎右衛門ほか2名の百姓は、900両の上納金をもって武蔵野御札茅場千町野の開発をし、大宮前新田、無礼（牟礼）前新田、連雀前新田ならびに関前の4村および屋敷184戸の村を作った。

## 様子
村落の地続きを拓いた新田ではなく、未開墾地に、村立の設計を立て、屋敷地、農地および採草地を合理的に設営した、近世の特徴的な村である。
幅2間の砂川道（現在の五日市街道）の両側に、60戸の屋敷地を間口20間ずつ割り当て、奥行250間の短冊型の長地割（のぼり）で、屋敷地5畝10歩の後に、上畑、中畑、下畑および林と続いて1戸とした。名主および寺社は、間口を2倍とした。
当初は、60のぼり58戸があり、うち39のぼりが代官用と武家分で、平百姓が住みはじめるのは元禄年間（1688年 - 1703年）以降である。

## 歴史
- 1658年（万治元年）ころ - 武蔵国多摩郡大宮前新田として成立。小名として、野田（現在の東京都杉並区宮前一および二丁目付近）、本村（現在の宮前三から五丁目までおよび西荻南一および二丁目付近）があった。
- 1708年（宝永5年） - 大麦、小麦、稗、粟、荏（搾油用）および大豆を、金納の畑年貢の代用品として納める。
- 1868年（明治元年9月） - 武蔵知県事古賀定雄の管轄となる。
- 1869年（明治2年2月9日） - 品川県多摩郡大宮前新田となる。（品川県新設）
- 1871年（明治4年12月5日） - 東京府多摩郡大宮前新田となる。（東京府編入）
- 1872年（明治5年1月22日） - 神奈川県多摩郡大宮前新田となる。（神奈川県編入）
  - 9月10日 - 東京府多摩郡大宮前新田となる。（東京府再編入）
- 1873年（明治6年）3月18日 - 東京府第8大区5小区大宮前新田となる。（朱引外大小区改正）
- 1875年（明治8年）10月8日 - 私塾の三顧堂の生徒を引き継ぎ、慈宏寺（大宮前新田20番地）庫裏に郊西（こうさい）学校（第1大学区東京府管内第3中学区第11番公立小学郊西学校。現在の杉並区立高井戸小学校）ができる。
- 1878年（明治11年） - 慈宏寺と郊西学校仮校舎を、もらい火で焼失。
  - 7月 - 東京府東多摩郡大宮前新田となる。（郡区町村編制法施行）
- 1879年（明治12年） - 中高井戸村、松庵村、久ヶ山村との4村による連合村となる。（東京府数町村連合会規則による連合村。）
- 1880年（明治13年）4月 - 郊西学校校舎を新築。
  - 8月 - 郊西学校は、校舎が大破し休校。
  - 12月 - 郊西学校校舎を新築し、授業再開。
- 1889年（明治22年）5月1日 - 東京府東多摩郡高井戸村に新設合併され、村域は、大字大宮前新田となる（町村制施行）。以下の小字を制定する（左は現町名、右は小字名。）。
  - 宮前一丁目：富士見浦、大下（おおしも）
  - 宮前二丁目：宮下
  - 宮前三丁目：北中宿
  - 宮前四丁目：南中宿
  - 宮前五丁目：南本村
  - 西荻南一および二丁目:北本村
- 1891年（明治24年）6月19日 - 郊西学校は、高泉学校と合併して高井戸尋常小学校となり、移転する。
- 1896年（明治29年）4月1日 - 東京府豊多摩郡高井戸村大字大宮前新田となる。（郡合併）
- 1926年（大正15年）7月1日 - 東京府豊多摩郡高井戸町大宮前新田となる。（町制施行、字廃止）
- 1932年（昭和7年）10月1日 - 東京市杉並区大宮前一から六丁目までとなる。（東京市杉並区新設）
- 1943年（昭和18年）7月1日 - 東京都杉並区大宮前一から六丁目までとなる。（都政施行）
- 1954年（昭和29年） - 上水道が敷設され、村山貯水池から送水される。
- 1969年（昭和44年）11月1日 - 住居表示が実施され、大宮前一から五丁目までを主として宮前を、大宮前六丁目を主として西荻南一および二丁目を設置する[1]。

## 現在
- 東京都杉並区宮前ならびに西荻南一および二丁目に、ほぼ該当する。